# Hard-Fi
Hard-Fi är ett brittiskt indierockband från Staines väster om London, bildat 2003. Hard-Fi fick sitt stora genomslag 2005 med låten "Hard to Beat" som nådde framgångar på den engelska singellistan. Samma år släpptes deras debutalbum Stars of CCTV. Hard-Fi har varit nominerade till flera priser i England, bland andra Mercury Music Prize och två Brit Awards.
Gruppen återförenades 2022 med sina första spelningar sedan 2014.

## Bandmedlemmar
- Richard Archer (född 18 januari 1977 i Staines) – sång, gitarr, keyboard (2003–2014, 2022–)
- Kai Stephens – basgitarr (2003–2014, 2022–)
- Steve Kemp - trummor (2003–2014, 2022–)
- Ross Phillips (född 29 december 1978 i Lancashire) – gitarr, sång (2003–2013, 2022–)

## Diskografi
Studioalbum
- Stars of CCTV (2006)
- Once Upon a Time in the West (2007)
- Killer Sounds  (2011)

Livealbum
- Once Upon a Time in December (2007)

Remixalbum
- In Operation (2006)

EPs
- Sessions@AOL (2005)
- Hard-Fi Live from the Bowery Ballroom NYC (2006)

Singlar
- "Cash Machine" (2005)
- "Hard to Beat" (2005)
- "Gotta Reason" (2005)
- "Middle Eastern Holiday" (2005)
- "Living for the Weekend" (2005)
- "Better do Better" (2006)
- "Suburban Knights" (2007)
- "Can't Get Along (Without You)" (2007)
- "I Shall Overcome" (2008)
- "Good for Nothing" (2011)
- "Fire in the House" (2011)
- "Bring It On" (2011)